# Jean de Miollis
Jean de Miollis est un essayiste et critique littéraire français.

## Biographie
Rédacteur de la revue de l'Association des écrivains catholiques, il est lauréat du prix Lafontaine de l'Académie française.
Il rassemble les souvenirs d'Amédée d'Yvignac et les édites en 1992 sous le titre Les années 30, propos d'un contestataire (préfacés par Jean Daujat).

## Œuvres
- Le Message de Nicolas Berdiaev - 1969
- Lumière de midi. Essais et chroniques du XXe siècle - 1971
- La passion de la vérité chez Simone Weil - 1988, prix Lafontaine de l'Académie française